# Opération Athéna
Vous lisez un « bon article » labellisé en 2012.
Pour les articles homonymes, voir Athena (homonymie).
Pour un article plus général, voir Rôle du Canada en Afghanistan.
Guerre d'Afghanistan
L’opération Athéna est la contribution des Forces armées canadiennes à la Force internationale d'assistance et de sécurité (FIAS) lors de la guerre d'Afghanistan. L'opération fut divisée en deux phases : la première se déroula de juillet 2003 à juillet 2005 dans la région de Kaboul et la seconde d'août 2005 à décembre 2011 dans la région de Kandahar. L'objectif global de l'opération était d'améliorer la sécurité et la gouvernance de l'Afghanistan. L'opération Athéna à Kandahar a constitué la plus longue mission de combat de l'histoire des Forces armées canadiennes. Avec près de 40 000 militaires canadiens qui sont passés à un moment ou à un autre dans le pays, souvent plusieurs fois, il s'agit du plus grand déploiement des Forces armées canadiennes depuis la Seconde Guerre mondiale.

## Contexte
Les États-Unis lancèrent une campagne contre le régime taliban et Al-Qaïda en Afghanistan après les attentats du 11 septembre 2001 à New York. Le Canada se joignit officiellement à cette campagne le 9 octobre 2001.
L'opération Athéna succédait à l'opération Apollo, appellation du déploiement initial de troupes des Forces canadiennes en Afghanistan d'octobre 2001 à octobre 2003. En fait, l'opération Athéna était une partie intégrante de la Force internationale d'assistance à la sécurité (FIAS) en Afghanistan créée par la résolution 1386 du Conseil de sécurité des Nations unies le 20 décembre 2001,. Par la suite, d'autres résolutions du Conseil de sécurité des Nations unies ont prolongé le mandat de la FIAS.
L'opération militaire en Afghanistan s'inscrivait dans le cadre d'un effort pangouvernemental. En effet, le Canada est l'un des principaux donateurs internationaux en Afghanistan et plusieurs autres ministères y étaient impliqués aux côtés du ministère de la Défense nationale.

## Rôle

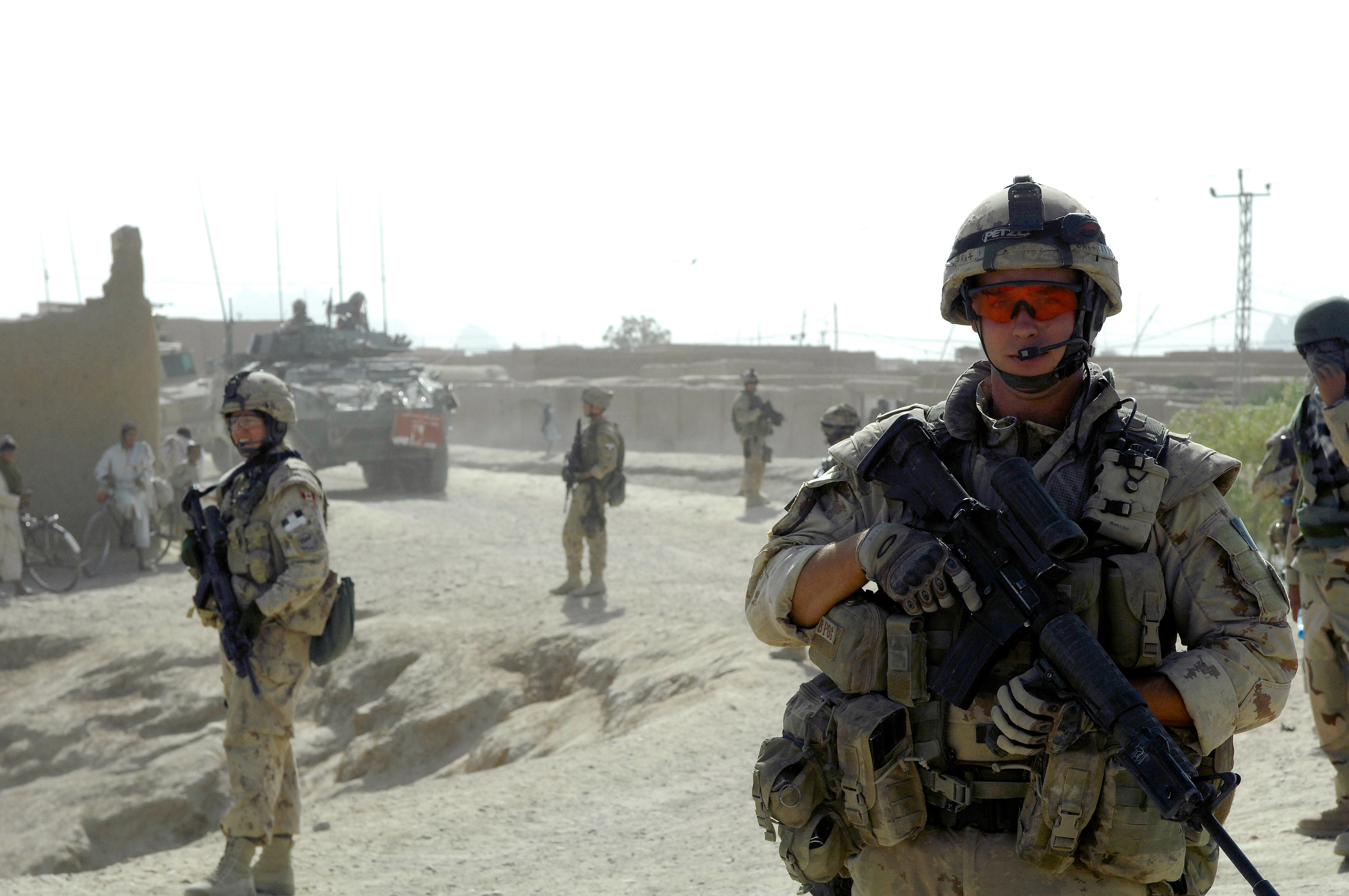
Patrouille de l'équipe provinciale de reconstruction de Kandahar en route pour livrer du matériel scolaire à une école locale en 2008.

L'objectif de l'opération Athéna était de porter assistance au gouvernement afghan afin de lui permettre de mieux gouverner dans un environnement plus stable. Elle consista à déployer 5 300 soldats canadiens en Afghanistan, au sein d'une coalition formée par une quarantaine de pays,. Dans ce cadre, le volet correspondant à la lutte contre les insurgés, et plus largement au maintien et au développement de la sécurité, était pris en charge par la FIAS, dont le Canada était le cinquième pays en termes d'effectif après les États-Unis, le Royaume-Uni, la France et l'Allemagne.
L'équipe provinciale de reconstruction (EPR) de la province de Kandahâr, l'une des 27 EPR en Afghanistan, était sous la responsabilité canadienne durant la seconde phase de l'opération Athéna. L'EPR de Kandahar comportait des diplomates, des ingénieurs, des policiers, des agents correctionnels et des militaires. Elle servait de représentant du gouvernement afghan auprès des autorités locales de la province.

## Histoire

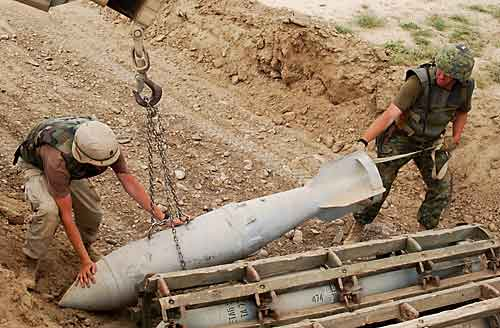
Soldats canadiens préparant, pour démolition, des bombes russes découvertes près de l'aérodrome de Kandahar en 2002.

L'opération Athéna commença le 17 juillet 2003 dans la région de Kaboul lorsque le brigadier-général Peter Devlin fut affecté au commandement de la brigade multinationale de la FIAS, le déploiement de troupes commençant effectivement le 19 juillet avec un groupement tactique formé autour du 3e Bataillon du Royal Canadian Regiment. La FIAS devint une coalition dirigée par l'OTAN le 11 août 2003. Le même jour, le major-général Andrew Leslie fut nommé commandant adjoint de la FIAS. L'ambassade canadienne à Kaboul fut également ouverte en août 2003. Le rôle principal de la FIAS en 2003 était d'établir et de maintenir la sécurité à Kaboul alors que la nouvelle constitution était rédigée par la Loya Jirga marquant la fin du régime taliban,. Le 9 février 2004, le lieutenant-général Rick Hillier fut nommé commandant de la FIAS. À cette date, les effectifs canadiens représentaient 40 % de la FIAS. L'année 2004 fut marquée par les premières élections démocratiques en Afghanistan le 9 octobre 2004, dont la FIAS avait la charge d'assurer le bon déroulement.

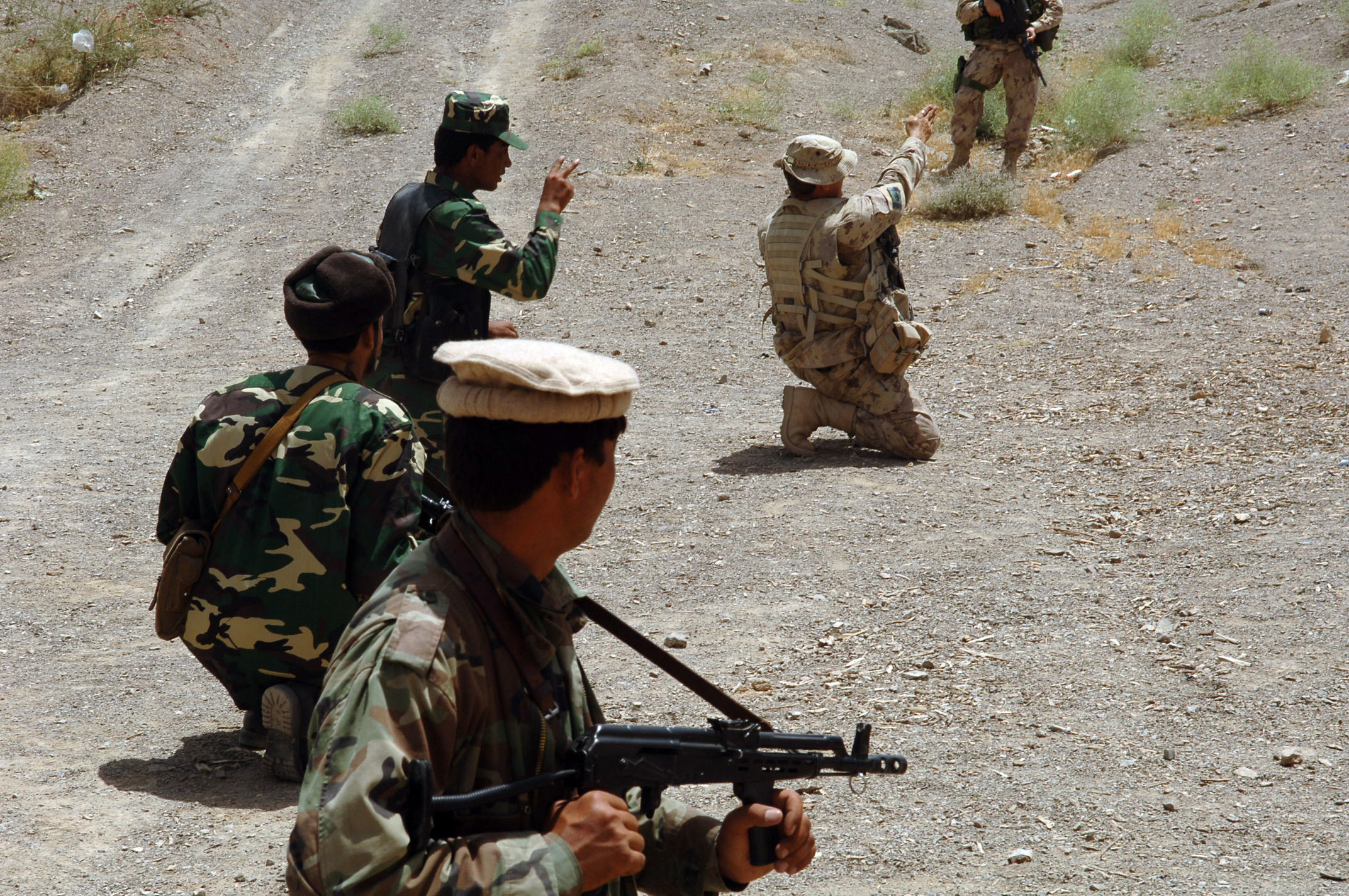
Soldats canadiens enseignant des tactiques militaires à des membres de la police frontalière afghane en mai 2006.

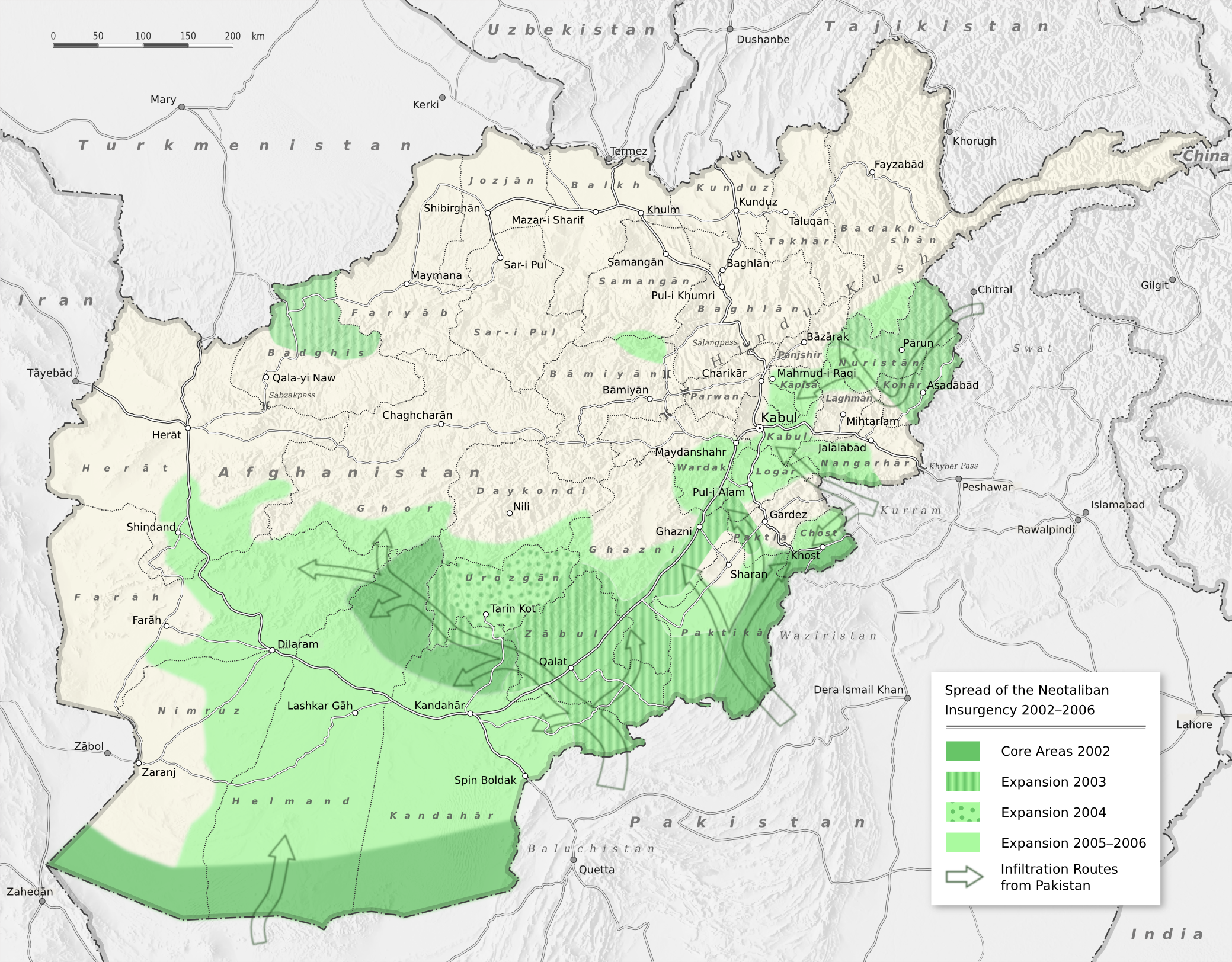
Carte montrant l'expansion de l'insurrection talibane de 2002 à 2006

En 2005, les efforts de la FIAS commencèrent à s'étendre à l'extérieur de Kaboul. La seconde phase de l'opération Athéna commença avec le déploiement d'un groupement tactique formé autour du 2e Bataillon du Royal Canadian Regiment à Kandahar en août 2005. Celui-ci forma la Force opérationnelle - Kandahar en prenant la relève de la force opérationnelle américaine déployée dans cette région dans le cadre de l'opération Enduring Freedom,. Ainsi, les Forces canadiennes jouèrent un rôle important dans l'une des régions les plus dangereuses de l'Afghanistan. Cette seconde phase constitua la première participation des Forces canadiennes à une opération outre-mer en tant que composante d'un déploiement pangouvernemental.
En effet, en 2006, les objectifs globaux principaux des opérations de la FIAS furent définis dans un pacte pour l'Afghanistan (en). Ceux-ci comprenaient la sécurité, la gouvernance, la primauté du droit, les droits de la personne et le développement économique,,. Afin de mener à bien ces objectifs, le gouvernement canadien décida d'inclure des éléments civils dans le déploiement à Kandahar ; ceux-ci incluaient entre autres des diplomates, des agents correctionnels et des agents de développement. La majorité du personnel civil de l'opération Athéna faisait partie de l'équipe provinciale de reconstruction établie au camp Nathan Smith près de Kandahar ; le Canada en avait pris la responsabilité en août 2005,. Le ministre de la Défense nationale avait annoncé, en février 2005, l'augmentation de l'effectif militaire en Afghanistan de 600 à 1 100 soldats pour l'établissement de l'EPR à Kandahar. Le Canada a également fourni du personnel médical tant militaire que civil à l'hôpital de rôle 3 de l'aérodrome de Kandahar, un hôpital effectuant des chirurgies, de février 2006 à décembre 2011 ainsi que son équipe de commandement de février 2006 à août 2008,.

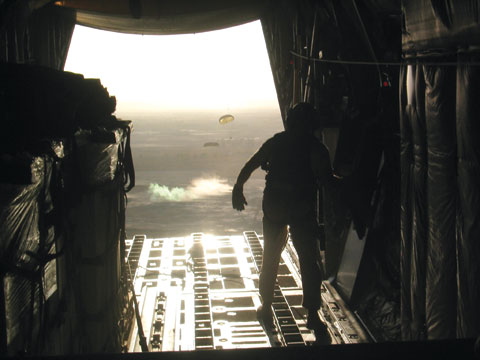
Un avion C-130 Hercules canadien larguant du e durant l'opération Medusa.

De mai à novembre 2006, le Canada pris le commandement de la brigade multinationale du Commandement du Sud. En septembre 2006, se déroula l'opération Medusa dans le cadre de la deuxième bataille de Panjwaye qui vit les Forces canadiennes mener une offensive importante contre les talibans. Le 1er Bataillon du Royal Canadian Regiment fournissait la majorité des troupes pour cette opération. Douze soldats canadiens furent tués au cours de cette bataille, la plus meurtrière pour le Canada depuis la guerre de Corée, et 512 talibans furent tués et 136 capturés.

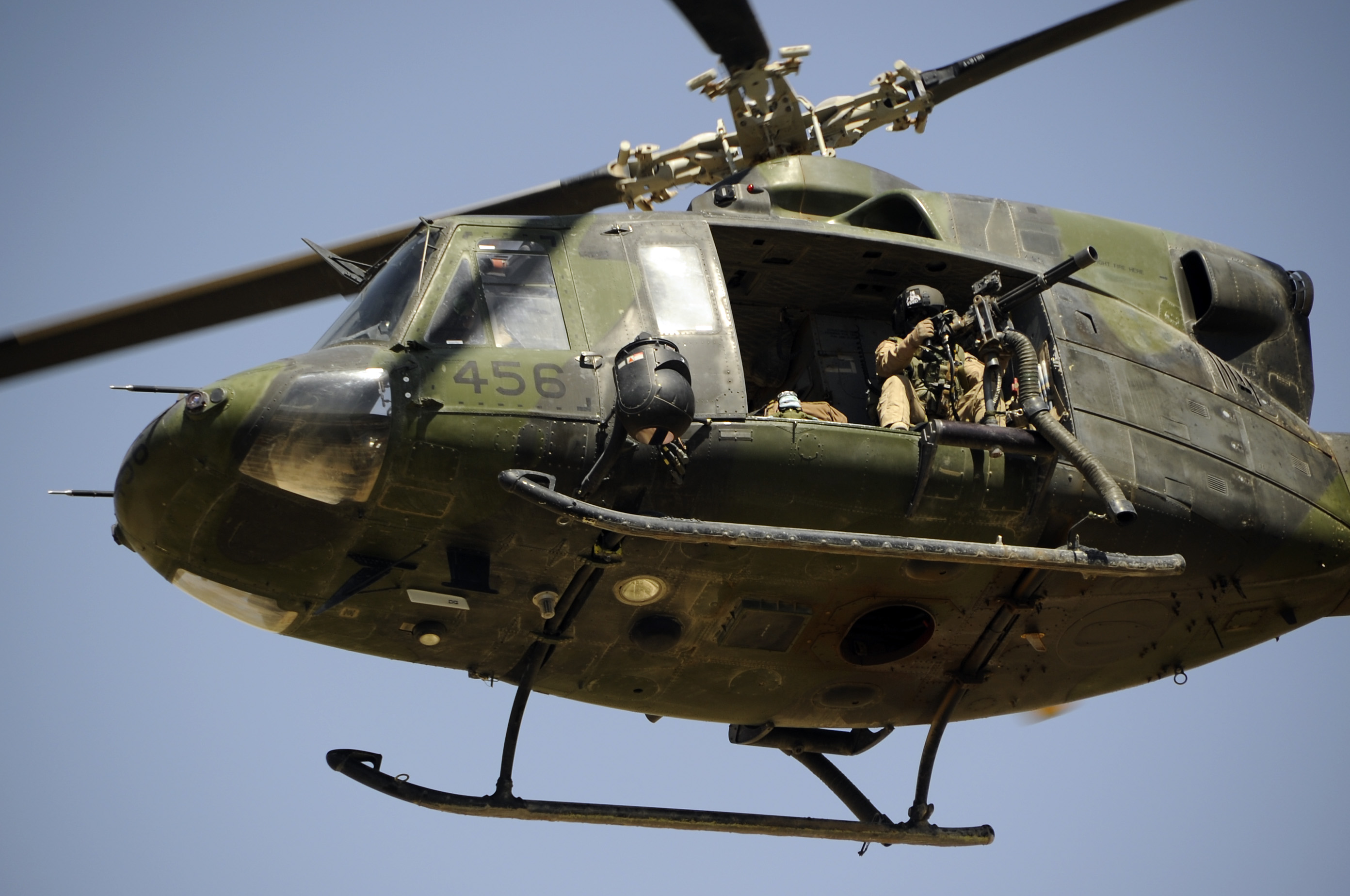
Un CH-146 Griffon canadien fournissant du support rapproché en Afghanistan.

En 2007, un rapport d'examen de mi-mandat de la mission canadienne en Afghanistan a été rédigé sous la direction de John Manley. À la suite de ce rapport, des renforts ont été demandés à la FIAS et fournis par les Américains afin d'amener la Force opérationnelle - Kandahar à la taille d'une brigade et une escadre aérienne a été créée et déployée afin de fournir du transport par hélicoptères et des aéronefs sans pilote,. De plus, le commandement de l'équipe provinciale de reconstruction a été transféré aux autorités civiles et la position de représentant du Canada à Kandahar a été créée,,,. L'escadre aérienne commença ses opérations le 6 décembre 2008 et était connue sous le nom de « Force opérationnelle Silver Dart » en Afghanistan.
En 2008, le Canada entreprit la réparation du barrage Dahla sur la rivière Arghandab. Le barrage avait été construit dans les années 1950 et n'a été que peu entretenu depuis, entraînant des pénuries d'eau pour la population de la province de Kandahâr et nuisant à la production agricole. Un pont en béton armé a été construit pour remplacer le pont suspendu afin de permettre à la machinerie lourde d'accéder au barrage. Le projet de construction du barrage fournissait plus de 2 000 emplois en juin 2010. Le projet de 50 millions de dollars est géré par les firmes SNC-Lavalin et Hydrosult. En août 2010, la responsabilité de la sécurité et de la gestion du camp Nathan Smith a été remise aux États-Unis, mais les responsabilités civiles des programmes de développement demeurèrent au Canada jusqu'à l'été 2011.
Le 7 juillet 2011, lors de la rotation 10 à Kandahar, la zone de responsabilité des Forces canadiennes dans la province de Kandahâr a été transmise à l'Armée de terre des États-Unis marquant ainsi la fin de la mission de combat des Forces canadiennes en Afghanistan. L'escadre aérienne a mis fin à ses activités le 18 août 2011,. La rotation 11 portait le nom de Force opérationnelle de transition de la mission (FOTM). Elle avait pour rôle de clore les activités des Forces canadiennes à l'aérodrome de Kandahar. Le commandant de la FOTM, le brigadier-général Charles Lamarre, fut le dernier militaire canadien à quitter la région de Kandahar le 15 décembre 2011, marquant la fin officielle de l'opération Athéna et la fin de l'engagement du Canada en tant que combattant en Afghanistan,. Cependant, avec la fin de l'opération Athéna commença l'opération Attention dans la région de Kaboul qui correspond à la contribution des Forces canadiennes à la mission de formation de l'OTAN en Afghanistan (MFO-A).
Depuis le début de l'engagement en 2002, 162 Canadiens, dont 158 militaires des Forces canadiennes, perdirent la vie en Afghanistan. Au total, 635 membres des Forces canadiennes ont été blessés au combat et 138 ont été tués au combat en Afghanistan entre avril 2002 et décembre 2011.

## Rotations
Les groupements tactiques formés autour d'un bataillon d'infanterie régulier effectuaient des rotations normalement d'une durée de six mois en Afghanistan.
| Rotation | Unité | Dates                        |
| Kaboul   | Kaboul | Kaboul                       |
| -------- | --- | ---------------------------- |
| 0        | 3e Bataillon, The Royal Canadian Regiment                                                                              | Août 2003 à février 2004     |
| 1        | 3e Bataillon, Royal 22e Régiment                                                                                       | Février 2004 à août 2004     |
| 2        | 1er Bataillon, Princess Patricia's Canadian Light Infantry                                                             | Août 2004 à février 2005     |
| 3        | 1er Bataillon, The Royal Canadian Regiment                                                                             | Février 2005 à juillet 2005  |
| Kandahar | |                              |
| 0        | 2e Bataillon, The Royal Canadian Regiment                                                                              | Août 2005 à février 2006     |
| 1        | 1er Bataillon, Princess Patricia's Canadian Light Infantry                                                             | Février 2006 à juillet 2006  |
| 2        | 1er Bataillon, The Royal Canadian Regiment                                                                             | Août 2006 à février 2007     |
| 3        | 2e Bataillon, The Royal Canadian Regiment                                                                              | Février 2007 à août 2007     |
| 4        | 3e Bataillon, Royal 22e Régiment                                                                                       | Août 2007 à février 2008     |
| 5        | 2e Bataillon, Princess Patricia's Canadian Light Infantry                                                              | Février 2008 à août 2008     |
| 6        | 3e Bataillon, The Royal Canadian Regiment                                                                              | Août 2008 à février 2009     |
| 7        | 2e Bataillon, Royal 22e Régiment                                                                                       | Février 2009 à août 2009     |
| 8        | 1er Bataillon, Princess Patricia's Canadian Light Infantry                                                             | Août 2009 à février 2010     |
| 9        | 1er Bataillon, The Royal Canadian Regiment                                                                             | Février 2010 à octobre 2010  |
| 10       | 1er Bataillon, Royal 22e Régiment                                                                                      | Octobre 2010 à juillet 2011  |
| 11       | Force opérationnelle de la mission de transition provenant essentiellement du Secteur de l'Ouest de la Force terrestre | Juillet 2011 à décembre 2011 |